# Angélique Brûlon
Angélique Brûlon, född 20 januari 1772 i Dinan, död 13 juli 1859, var en fransk löjtnant. Hon var den första av sitt kön som mottog Hederslegionen.
Hon tog värvning i franska armén utklädd till man och tjänstgjorde i försvaret av Corsica 1792–1799. Hennes kön avslöjades snart, men hon tilläts trots detta fortsätta sin tjänstgöring på grund av sin militära begåvning och sin uppvisade tapperhet i strid. 
Den första ansökan om Hederslegionen gjordes 1808 men avslogs: år 1851 mottog hon den slutligen av Napoleon III.